# Macrolabis euphorbiae
Macrolabis euphorbiae är en tvåvingeart som beskrevs av Fedotova 1983. Macrolabis euphorbiae ingår i släktet Macrolabis och familjen gallmyggor.
Artens utbredningsområde är Kazakstan. Inga underarter finns listade i Catalogue of Life.